# Эскадренные миноносцы типов Q и R
Эскадренные миноносцы типов «Q» и «R» — тип эскадренных миноносцев, состоявший на вооружении Королевских ВМС Великобритании в период Второй мировой войны. Заказ на 16 кораблей типов «Q» и «R» был выдан в декабре 1939 г. и апреле 1940 г. соответственно, но фактически работы начались только осенью 1940 года из-за загруженности верфей ремонтом кораблей, поврежденных в ходе Норвежской и Французской кампаний.

## История создания и особенности конструкции

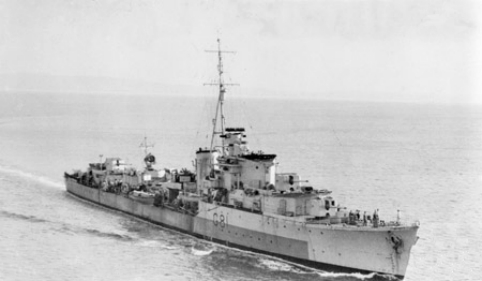
Эскадренный миноносец HMAS Quiberon в 1945 году

Типы «Q» и «R» строились по образцу эсминцев типа «J». ЭМ при стандартном водоизмещении около 1700 т имел вооружение из четырех одноорудийных 120-мм установок, многоствольного «пом-пома», 6-и 20-мм «эрликонов».
Заказ на постройку 8 кораблей типа «Q» был выдан в декабре 1939, в рамках «Чрезвычайной военной программы» (поэтому корабли этого типа называли «3-й чрезвычайной флотилией»), заказ еще на 8 точно таких же кораблей (тип «R» или «4-я чрезвычайная флотилия») последовал пять месяцев спустя.

## Конструкция

### Архитектурный облик
Эсминцы этого типа отличались от Джервисов простейшими одноорудийными артиллерийскими установками главного калибра. В типе Q сочеталось вооружение типа O с корпусом типа J. Он от корпуса типа J отличался только меньшим количеством иллюминаторов и транцевой кормой. От первоначально присутствовавшего в проекте одиночного 102-мм зенитного орудия на месте одного из ТА при достройке кораблей отказались. Эсминцы имели одинарное дно. На типе «R» изменено расположение офицерских кают, оно стало как на типе «Хант» — из кормы их перенесли под носовую надстройку. Хотя транцевая корма стоила потери полузла максимальной скорости, но она была проще и дешевле в постройке и лучше подходила для сброса глубинных бомб. Транцевая корма предотвращает появление дифферента на высокой скорости, почти не забрызгивается водой и хорошо защищает гребные винты. Кроме того, на ней удобней располагать минные скаты, предназначенные для сброса мин.

### Энергетическая установка

#### Главная энергетическая установка
Главная энергетическая установка повторяла применённую на типе «Джервис» и включала в себя два трёхколлекторных Адмиралтейских котла с пароперегревателями и два одноступенчатых редуктора, четыре паровых турбины Парсонса. Две турбины (высокого и низкого давления) и редуктор составляли турбозубчатый агрегат. Размещение ГЭУ — линейное. Котлы размещались в изолированных отсеках, турбины — в общем машинном отделении, при этом были отделены от турбин водонепроницаемой переборкой.
Рабочее давление пара — 21,2 кгс/см² (20,5 атм.), температура — 332 °C(630 °F).

#### Электропитание
Напряжение сети 220 V. Электричество вырабатывали два турбогенератора мощностью по 155 кВт. Были так же два дизель-генератора по 50 кВт и один мощностью 10 кВт.

#### Дальность плавания и скорость хода
Проектная мощность составляла 40 000 л. с. при частоте вращения 350 об/мин, что должно было обеспечить скорость хода (при водоизмещении 2360 дл. тонн) в 32 узла (при полной нагрузке 31,5), максимальная скорость при стандартном водоизмещении должна была составить 36,75 узла(36).
Сокращение количества орудий и уменьшение боекомплекта ГК, по сравнению с эсминцами типа J позволила разместить, вместо одного из носовых артиллерийских погребов, дополнительные ёмкости для топлива.
Запас топлива хранился в топливных танках, вмещавших 615 (588 дл. тонн ) тонн мазута, что обеспечивало дальность плавания 4675 миль 20-узловым ходом.

### Мореходность
Корабли традиционно имели хорошую мореходность.

### Вооружение

#### Артиллерия главного калибра
Артиллерия главного калибра (ГК) у эсминцев типа Q: четыре 120-мм орудия Mark IX** с длиной ствола 45 калибров в установках CP XVIII . Максимальный угол возвышения 40°, снижения 10°. Масса снаряда 22,7 кг, начальная скорость 807 м/с. Орудия обладали скорострельностью 10 — 12 выстрелов в минуту. Боезапас включал в себя 250 (225 с мая 1941 года) выстрелов на ствол.

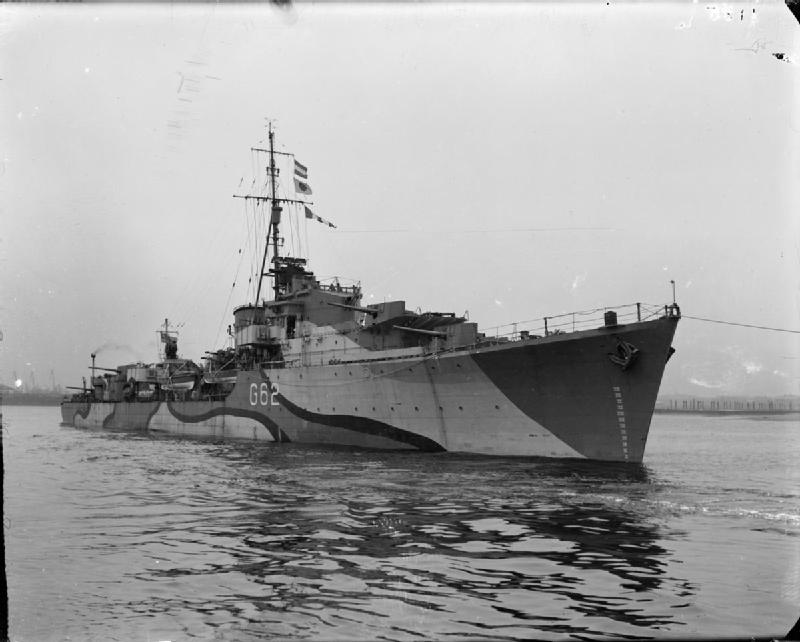
Эскадренный миноносец HMS Quality в августе 1942 года

#### Зенитное вооружение
Двухфунтовый автомат «Виккерс», прозванный «пом-помом» за характерный звук, издаваемый при выстреле, имел длину ствола 40,5 калибра и обеспечивал 764-граммовому снаряду начальную скорость 732 м/с. Досягаемость по высоте не очень большая — 3960 м. Это отчасти компенсировалось высокой — 100 выстрелов/мин на ствол скорострельностью, позволявшей развивать высокую плотность огня.
Боезапас составлял 1800 выстрелов на ствол.
На всех эсминцах, кроме «Rocket» и «Roebuck», стояли 6 одиночных 20-мм «эрликонов». Боезапас составлял 2400 выстрелов на ствол. На «Rocket» и «Roebuck» на в крыльях мостика одиночные установки были заменены на спаренные.

#### Торпедное вооружение
Торпедное вооружение включало в себя два 533-мм четырёхтрубных торпедных аппарата Mk.IIIV. Торпеды Mk.IX состоявшие на вооружении с 1939 года имели максимальную дальность 11 000 ярдов (10 055 м) ходом 41 узел. Боеголовка содержала 810 фунтов (367 кг) торпекса.

## Служба и модернизации
Проектом предусматривалась возможность снятия кормового орудия с увеличением числа БМБ до 8 и запаса ГБ — до 120 шт., однако на практике к подобной мере не прибегали, и усиление ПЛО проходило без ослабления артиллерии. Вскоре после вступления в строй на большинстве кораблей число БМБ возросло до 4, а запас ГБ увеличился с 45 − 70 до 70 — 130 штук.

## Список эсминцев типа[1]
тип «Q».
«Quilliam» (Hawthorn Leslie & Company, 19.8.1941/29.11.1941/10.1942 —в 11.1945 передан Голландии),
«Quiberon» (У, 4.10.1940/31.1.1942/22.7.1942 — искл. в 1964),
«Quail» (ХЛ, 30.9.1941/1.6.1942/7.1.1943 —погиб 18.6.1944),
«Quality» (CX, 10.10.1940/6.10.1941/ 7.9.1942 —искл. в 1957),
«Quentin» (У, 25.9.1940/5.11.1941/15.4.1942 —погиб 2.12.1942),
«Quickmatch» (У, 6.2.1941/11.4.1942/30.9.1942 — искл. в 1963),
«Quadrant» (ХЛ, 24.9.1940/28.2.1942/26.11.1942 — искл. в 1962),
«Queenborough» (CX, 6.11.1940/ 16.1.1942/10.12.1942 —искл. в 1963).
тип «Р»
| Номер вымпела | Название   | Верфь-строитель         | Дата закладки | Дата спуска на воду | Дата вступления в состав флота | Судьба                           |
| ------------- | ---------- | ----------------------- | ------------- | ------------------- | ------------------------------ | -------------------------------- |
| H09           | Rotherham  | John Brown              | 10.4.1941     | 21 марта 1942       | август 1942                    | в 1949 передан Индии             |
| H11           | Racehorse  | John Brown              | 25.6.1941     | 11 июня 1941        | декабрь 1941                   | исключён в 1949 году             |
| H15           | Raider     | Cammell Laird & Company | 16.4.1941     | 1 марта 1942        | ноябрь 1942                    | передан в 1949 Индии             |
| H32           | Rapid      | Cammell Laird & Company | 16.6.1941     | 16 июля 1942        | февраль 1943                   | Исключён из состава флота в 1966 |
| H41           | Redoubt    | John Brown              | 19.6.1941     | 2 мая 1942          | октябрь 1942                   | в 1949 передан Индии             |
| H85           | Relentless | John Brown              | 20.6.1941     | 15 июля 1942        | ноябрь 1942                    | Исключён из состава флота в 1971 |
| H92           | Rocket     | Scotts                  | 14.3.1942     | 28.10.1942          | август 1943                    | Исключён из состава флота в 1965 |
| H95           | Partridge  | Scotts                  | 19.6.1942     | 10 декабря 1942     | июнь 1943                      | Исключён из состава флота в 1965 |

## Оценка проекта
| ТТХ эсминцев начала войны                |                             |                             |                             |                  |                                    |                                         |                  |
| Тип                                      | «Q»                         | «O»                         | типа «Сольдати» (2-я серия) | «Бенсон»         | типа 1939                          | проекта 7-У                             | «Югумо»          |
| Построено единиц                         | 16                          | 16                          | 19                          | 24               | 15                                 | 18                                      | 19               |
| Размерения Д×Ш×О, м                      | 109×10,9×4,1                | 105×10,62×4,1               | 106,7×10,2×3,58             | 106,2×11,0×4,01  | 102,5×10,0×3,25                    | 112,0×10,2×4,1                          | 118,5×10,8×3,76  |
| Водоизмещение, стандартное/полное, дл. т | 1692/2411                   | 1550/2250                   | 1688/2254                   | 1838/2572        | 1294/1754                          | 1824/2366                               | 2077/2520        |
| Артиллерия ГК                            | 120-мм/45 — 4×1             | 102-мм/45 — 5×1             | 120-мм/50 — 2×2,1×1         | 127-мм/38 — 5×1  | 105-мм/45 — 4×1                    | 130-мм/50 — 4×1                         | 127-мм/50 — 3×2  |
| Зенитная артиллерия                      | 40-мм/40 — 1×4, 20-мм — 6×1 | 40-мм/40 — 1×4, 20-мм — 4×1 | 13,2-мм — 12 (4×2), (4×1)   | 12,7-мм — 6×1    | 37-мм — 2 × 2, 20-мм/65 — 1×4, 2×1 | 76-мм — 2×1, 45-мм — 3×1, 12,7-мм — 4×1 | 25-мм — 2×2      |
| Торпедное вооружение                     | 2 × 4 — 533-мм              | 1 × 4 — 533-мм              | 2 × 3 — 533-мм              | 2 × 5 — 533-мм   | 2 × 3 — 533-мм                     | 2 × 3 — 533-мм                          | 2 × 4 — 610-мм   |
| Противолодочное вооружение               | ГЛ «Асдик», 45 ГБ           | ГЛ «Асдик», 70 ГБ           | 2 БМБ                       | ГЛ «QC», 20 ГБ   | 32 ГБ                              | 25 ГБ                                   | 18 ГБ            |
| Энергетическая установка                 | ПТ, 40 000 л. с.            | ПТ, 40 000 л. с.            | ПТ, 48 000 л. с.            | ПТ, 50 000 л. с. | ПТ, 32 000 л. с.                   | ПТ, 60 000 л. с.                        | ПТ, 52 000 л. с. |
| Максимальная скорость, узлов             | 36,75                       | 36,75                       | 38                          | 35               | 33                                 | 38                                      | 35,5             |
| Дальность плавания, морские мили         | 4675 на 20 узлах            | 3850 на 20 узлах            | 2200 на 20 узлах            | 3630 на 20 узлах | 2085 на 19 узлах                   | 1490 на 17,8 узла                       | 5000 на 18 узлах |